# Oberonia raoi
Oberonia raoi är en orkidéart som beskrevs av L.R.Shakya och R.P.Chaudhary. Oberonia raoi ingår i släktet Oberonia och familjen orkidéer. Inga underarter finns listade i Catalogue of Life.